# Papyrus Oxyrhynchus 5101

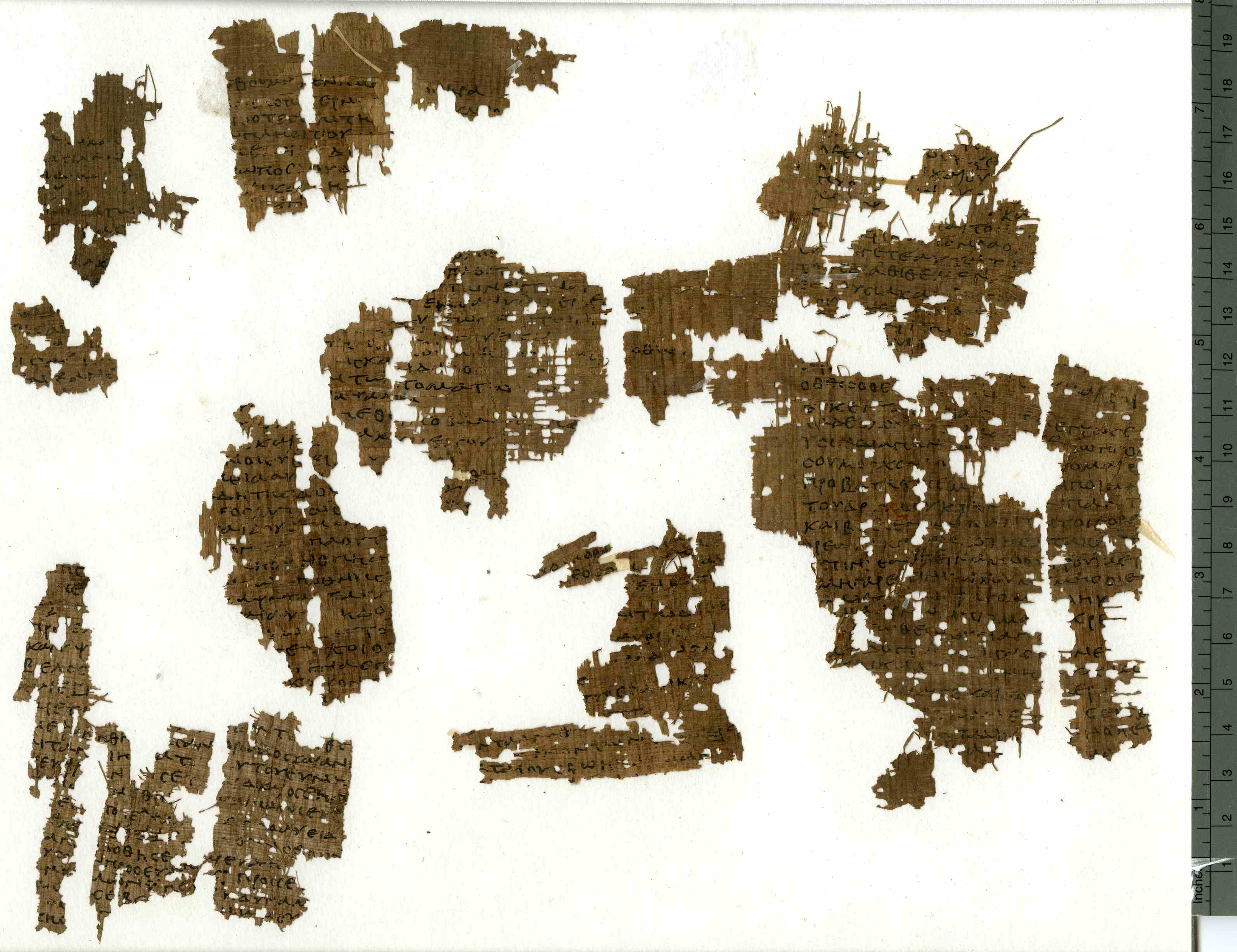
Papiro Oxirhynchus 3522

Papyrus Oxyrhynchus 5101 (P.Oxy.LXXVII 5101) is een septuagint-manuscript (LXX) van het bijbelboek Psalmen, gevondeen in Oxyrhynchus. Het manuscript bevindt zich in de Art, Archaeology and Ancient World Library in Oxford. Middels paleografisch onderzoek is de tekst gedaterd op de 1e eeuw. Dit oude document heeft de naam van God JHWH geschreven in Paleo-Hebreeuws.